# エリック・メルヴィン
エリック・メルヴィン（Eric Scott Melvin, 1966年7月9日 - ）は、アメリカ合衆国のミュージシャン。パンク・ロック・バンド、NOFXのリズムギターとコーラスを担当。

## 概要
NOFXに、83年の結成時から現在にいたるまで所属している。
ギタリストとして知られるが、アコーディオンも弾くことができ、『Pump Up the Valuum』収録の『Theme From a NOFX Album』という曲でその演奏を聴くことが出来る。
彼の独特なコーラスは「Mel Yell」（メル・エール、メルビンを短縮した「メル（Mel）」と「わめき声」や「叫び」を意味する「エール(Yell)」からなる）と呼ばれ、オフィシャルサイトなどのメンバー紹介欄では、しばしば「Guitar ＆“Mel Yell”」と表記されている。
バッド・レリジョンのグレッグ・ヘトソンらと共にPunk Rock Karaokeというバンドを結成し、同バンドでギターを担当をしている。また、2007年に行なわれたME FIRST AND THE GIMME GIMMESのヨーロッパツアーでは、ファット・マイクの代わりにベースを演奏した。
また、バンドの公式サイトで、バンドのバイオグラフィーを書いている。

## エピソード
NOFXの『White Trash, Two Heebs and a Bean』は、当初『White Trash, Two Kikes and a Spic』というタイトルでリリースするはずであったが、ユダヤ教徒であるメルビンの母がアルバムのタイトルにユダヤ人の蔑称を使うことに怒り、祖母へ言いつけると脅したためタイトルの変更を余儀なくされた。
SF小説が大好きで、首の後ろに彫られた“Don't Panic”という語のタトゥーは、『銀河ヒッチハイクガイド』に登場する同名の本の表紙からの引用。
ロサンゼルスのメルローズ・アベニューでコーヒーショップを経営していたが98年の3月に閉店した。
2007年にエリカという名の女性と結婚。ファット・マイクの主宰する雑誌パンクロック・コンフィデンシャルに結婚式の模様が掲載される